# پوگورلتس
پوگورلتس (به لاتین: Pogorelets) یک منطقهٔ مسکونی در روسیه است که در استان آرخانگلسک واقع شده‌است.